# Gmina Woodland (Iowa)

Położenie Gminy Woodland w hrabstwie Decatur

Gmina Woodland (ang. Woodland Township) – gmina w USA, w stanie Iowa, w hrabstwie Decatur. Według danych z 2000 roku gmina miała 95 mieszkańców, a jej powierzchnia wynosi 94,11 km².